# Maurizio Malvestiti

Biskop Maurizio Malvestiti heraldiska vapen.

Maurizio Malvestiti, född 26 augusti 1953 i Filago i Italien, är en italiensk katolsk präst, som blev prästvigd 1977 i Bergamo. Han är författare samt biskop i Lodis katolska stift som omfattar hela provinsen Lodi.
Han utsågs den 26 augusti 2014 till Lodis biskop av påven Franciskus. Han biskopsvigdes den 11 oktober och välkomnades till Lodis stift den 26 oktober.